# Åke Andersson (Eishockeyspieler, 1918)
Åke Gustav „Plutten“ Andersson (* 8. Juni 1918 in Stockholm; † 11. Mai 1982 ebenda) war ein schwedischer Eishockeyspieler. 

## Karriere
Auf Vereinsebene spielte Åke Andersson ausschließlich für seinen Heimatverein Hammarby IF. Von 1936 bis 1956 trat er mit seiner Mannschaft in der Division 1, der damals höchsten schwedischen Spielklasse, an. In den Jahren 1937, 1942, 1943, 1945 und 1951 gewann er mit seiner Mannschaft jeweils den schwedischen Meistertitel.

### International
Für Schweden nahm Andersson an den Olympischen Winterspielen 1948 in St. Moritz und 1952 in Oslo teil. Bei den Winterspielen 1952 gewann er mit seiner Mannschaft die Bronzemedaille. Als bestes europäisches Team wurde Schweden zudem Europameister. Zudem stand er im Aufgebot seines Landes bei den Weltmeisterschaften 1953 und 1954. Bei der WM 1953 gewann er mit Schweden die Goldmedaille und wurde ebenfalls mit seinem Land Europameister. Bei der WM 1954 gewann er mit seiner Mannschaft die Bronzemedaille. 

## Erfolge und Auszeichnungen
- 1937 Schwedischer Meister mit Hammarby IF
- 1942 Schwedischer Meister mit Hammarby IF
- 1943 Schwedischer Meister mit Hammarby IF
- 1945 Schwedischer Meister mit Hammarby IF
- 1951 Schwedischer Meister mit Hammarby IF

### International
- 1952 Bronzemedaille bei den Olympischen Winterspielen
- 1953 Goldmedaille bei der Weltmeisterschaft
- 1954 Bronzemedaille bei der Weltmeisterschaft